# Homo erectus

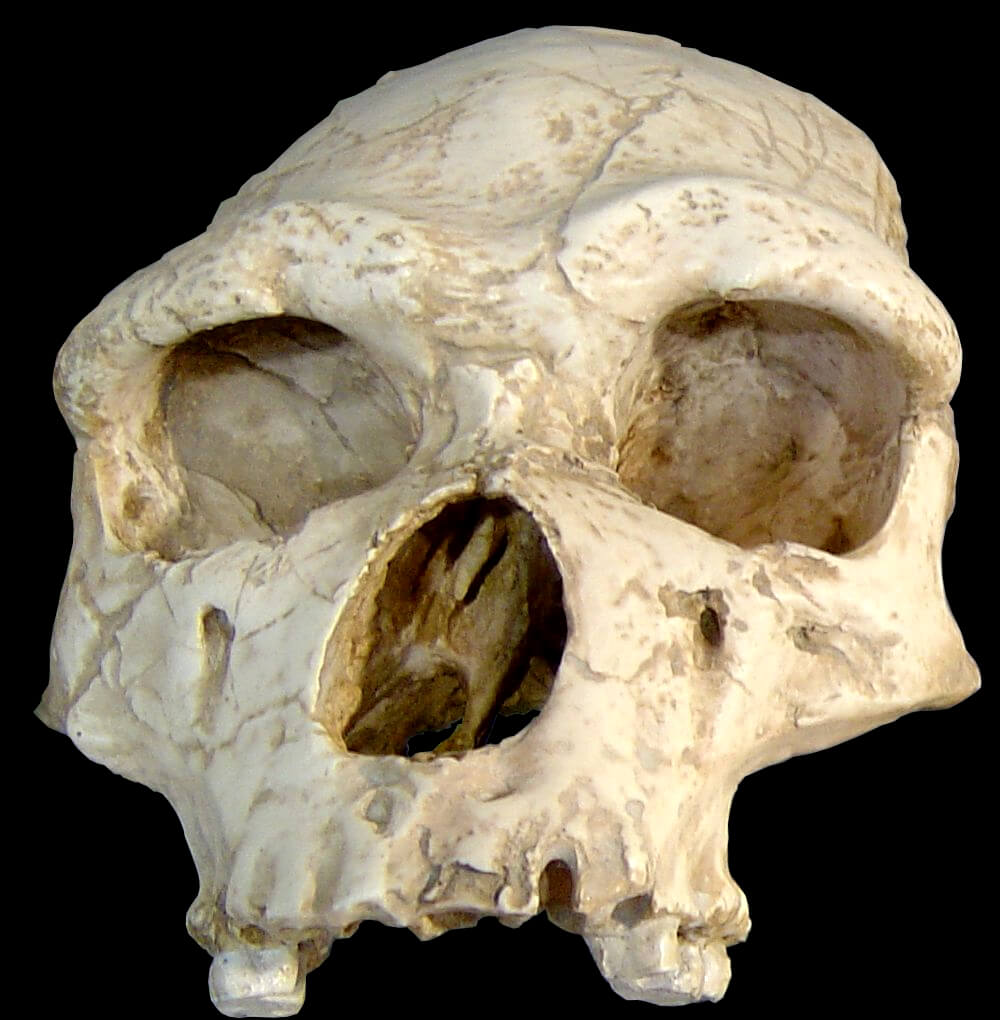
Czaszka Homo erectus (H. e. tautavelensis)

Homo erectus (człowiek wyprostowany) synonim pitekantrop (Pithecanthropus erectus) – kopalny gatunek człowieka z epoki plejstocenu, stanowiący jeden z pośrednich szczebli ewolucyjnych między australopitekami a współczesnym człowiekiem.
Kolebką Homo erectus jest środkowo-wschodnia Afryka (Etiopia, Kenia, Tanzania), gdzie pojawił się prawdopodobnie na przełomie pliocenu i plejstocenu, około 1,8 miliona lat temu i szybko rozprzestrzenił na tereny zachodniej i wschodniej Azji. Afrykański przedstawiciel tego gatunku określany jest także jako Homo ergaster. Homo erectus jako pierwszy opanował sztukę posługiwania się ogniem.

## Odkrycie i stanowiska
Pierwsze szczątki Homo erectus odkrył Holender Eugène Dubois w 1891 roku w Trinil na Jawie; on też nadał mu nazwę pitekantrop (dosłownie: małpolud, z połączenia greckich wyrazów pithekos (πίθηκος) – małpa, i anthropos (άνθρωπος) – człowiek), wymyśloną (Pithecanthropus alalus) przez niemieckiego biologa Ernsta Haeckela jeszcze przed odkryciem jakichkolwiek kopalnych szczątków praczłowieka. 
Obecnie Homo erectus znany jest z licznych, choć na ogół bardzo ułamkowych znalezisk ze wszystkich 3 kontynentów Starego Świata. Znaleziska pochodzą głównie z Jawy i północnych Chin.
Homo erectus nie był pierwszym prymitywnym hominidem, który wyemigrował z afrykańskiej kolebki ewolucyjnej – dokonał tego Homo georgicus około 1,8 mln lat temu, chociaż stwierdzono to dopiero w XXI w. Homo erectus w Europie pojawił się najprawdopodobniej (według stanowiska tzw. długiej chronologii pierwszego zasiedlenia Europy) około miliona lat temu, zaś Homo georgicus prawie 2 razy wcześniej. Potwierdzają to odkrycia dokonane w basenie Orce w Andaluzji, Atapuerca koło Burgos w Hiszpanii i w Monte Poggiolo koło Forli w północnych Włoszech. Najprawdopodobniej przybył z Afryki północno-zachodniej przez Cieśninę Gibraltarską.

## Morfologia
Cechy anatomiczne odróżniające pitekantropa od dzisiejszego człowieka:
- znacznie mniejszy mózg – średnio 1000 cm³ (występują okazy z pojemnością czaszki od 800 do 1200 cm³);
- silnie pochylone czoło;
- wydatne wały nadoczodołowe;
- puszka mózgowa bardzo niska i słabo wysklepiona;
- twarz silnie prognatyczna;
- zęby trzonowe i szczęki bardzo masywne, brak bródki;
- sporadyczne występowanie diastemy.

Czaszka Homo erectus wykazuje typowy zespół właściwości archaicznych, charakterystyczny dla wczesnych faz ewolucji człowieka. Natomiast szkieletem pozaczaszkowym Homo erectus nie różnił się od człowieka dzisiejszego. Jak każda grupa kopalna o szerokim rozprzestrzenieniu geograficznym i dużej rozciągłości czasowej, pitekantropy są grupą silnie zróżnicowaną, o dużej rozmaitości czasowej. Z tej przyczyny dzielono je do niedawna na szereg różnych rodzajów i gatunków – na przykład znaleziska jawajskie i chińskie uważano za dwa odrębne: Phitecanthropus i Sinanthropus. Nawet w obrębie pitekantropów jawajskich wyróżniano kilka gatunków: Pithecanthropus erectus, Pithecanthropus robustus, Pithecanthropus modjokertenis i Pithecanthropus dubois. Szczegółowa analiza porównawcza dowodzi jednak, że wszystkie te formy nie różnią się od siebie bardziej niż poszczególne rasy człowieka dzisiejszego, i w związku z tym przeważa pogląd, że wszystkie one są przedstawicielami jednego gatunku biologicznego. To wszystko da się zauważyć u środkowo plejstoceńskich ludzi spoza terytorium Azji, którym także nadawano odrębne nazwy systematyczne, a które wprawdzie należą do tego samego kręgu form, co pitekantropy azjatyckie.
Poszczególne znaleziska pitekantropów różnią się między sobą dość znacznie wiekiem geologicznym. Starsze mogły współwystępować z australopitekami przez około 800 tysięcy lat, do czasu ich wymarcia około 1 mln lat temu. Najmłodsze skamieniałości, pochodzące z Jawy sprzed 200–400 tysięcy lat, dowodzą, że Homo erectus przetrwał na Jawie co najmniej 250 tysięcy lat dłużej, niż na kontynencie azjatyckim i około 1 mln lat dłużej, niż w Afryce.
Wczesne formy pitekantropa odznaczają się na ogół prymitywniejszą budową niż formy późniejsze: najstarsze pitekantropy mają największe żuchwy, bliskie lub nawet równe rozmiarami żuchwom niektórych australopiteków południowoafrykańskich. Ponieważ przodkami pitekantropów były niewątpliwie istoty typu australopiteków, występowanie takich form przejściowych nie jest dziwne, a kwestia, czy zaliczyć je jeszcze do australopiteków, czy już do pitekantropów, jest sprawą czysto umowną. Wyraźne zmiany w obrębie pitekantropów następowały również w pojemności puszki mózgowej. Dwie nadające się do zmierzenia czaszki z Trinil mają pojemność 780 i 960 cm³, późniejsze od nich czaszki z Chin zaś 1000–1200 cm³. Tak więc różnice anatomiczne między poszczególnymi formami pitekantropów mogą być nie tylko odzwierciedleniem istniejących w łonie tego gatunku zróżnicowań rasowych, lecz również wynikają z tego, że formy te reprezentują nieco różne fazy ewolucji tego gatunku.

## Kultura
Homo erectus jest najdawniejszym przedstawicielem istot człowiekowatych, o których wiadomo na pewno, że umiał posługiwać się ogniem (według badań ogłoszonych w 2012 roku już około miliona lat temu). Niebagatelną rolę w pożywieniu Homo erectus stanowiła zwierzyna. Odkrycia wskazują na to, że pitekantropy polowały na antylopy, co było już bardziej skomplikowane, niż polowanie na żółwie i drobne gryzonie, jak to czynił Homo habilis w wąwozie Olduvai.
Obozowiska Homo erectus wykazują obecność organizacji przestrzennej. Przejawiało się to w odrębnej lokalizacji miejsc wytwarzania narzędzi kamiennych, obróbki kości oraz przygotowywania pokarmów. Szczątkom pitekantropów towarzyszą zwykle prymitywne narzędzia kultury aszelskiej (Europa Zachodnia) i narzędzia odłupkowe (Europa Środkowa i Wschodnia).

## Homo erectusw Europie Środkowej
Na szerokości geograficznej środkowej Europy odkryto szczątki kostne Homo erectus w Niemczech, na obszarze Turyngii, w miejscowości Bilzingsleben. Skamieliny pitekantropa odkryto także w Vértesszőlős na Węgrzech (na północny zachód od Budapesztu). Najstarszym dobrze udokumentowanym obozowiskiem Homo erectus w najbliższym sąsiedztwie ziem polskich jest stanowisko Korolewo na Zakarpaciu, którego wiek datowany jest na ponad 800 tys. lat.

### Homo erectusw Polsce
Dotychczas na ziemiach polskich nie odkryto szczątków kostnych Homo erectus.
Ślady działalności pitekantropa na terenie Polski znaleziono w Kończycach Wielkich w powiecie cieszyńskim (województwo śląskie). Wiek znalezisk szacowany był na ok. 800 tys. lat, jednak z czasem pojawiły się wątpliwości co do takiego datowania. W Trzebnicy, na stokach Winnej Góry (Wzgórza Trzebnickie), odkryto pozostałości bardziej współczesnego obozowiska (narzędzia, kości zwierząt, paleniska), datowane na okres ok. 0,5 mln lat. Homo erectus zamieszkiwał także tereny u źródeł rzeki Pilicy (Jaskinię na Biśniku).